# Сезар (кинопремия, 2012)
37-я церемония вручения наград премии «Сезар» (также известной как Ночь Сезара (фр. Nuit des César)) за заслуги в области французского кинематографа за 2011 год состоялась 24 февраля 2012 года в театре Шатле (Париж, Франция). Номинанты были объявлены 27 января 2012 года. Президентом церемонии стал актёр и режиссёр Гийом Кане.
Большинство наград (6) получила картина Мишеля Хазанавичуса — «Артист», в том числе за лучший фильм и лучшую режиссуру. Криминальной драме Майвенн Ле Беско — «Полисс», выдвинутой на премию в тринадцати номинациях, досталось две награды: самой многообещающей актрисе (Найдра Айяди) и за лучший монтаж.

## Фильмы, получившие несколько номинаций
| Фильм                                                          | номинации | победы |
| -------------------------------------------------------------- | --------- | ------ |
| • Полисс / Polisse                                             | 13        | 2      |
| • Управление государством / L’Exercice de l'État               | 11        | 3      |
| • Артист / The Artist / L’artiste                              | 10        | 6      |
| • 1+1 / Intouchables                                           | 9         | 1      |
| • Дом терпимости / L'Apollonide (Souvenirs de la maison close) | 8         | 1      |
| • Я объявляю войну / La guerre est déclarée                    | 6         | -      |
| • Анжель и Тони / Angèle et Tony                               | 3         | 2      |
| • Женщины с 6-го этажа / Les Femmes du 6e étage                | 3         | 1      |
| • Гавр / Le Havre                                              | 3         | -      |
| • Отец / Pater                                                 | 2         | -      |
| • Омар меня убить / Omar m'a tuer                              | 2         | -      |
| • Завоевание / La Conquête                                     | 2         | -      |
| • Предполагаемые виновные / Présumé Coupable                   | 2         | -      |
| • Источник / La Source des femmes                              | 2         | -      |
| • Нежность / La Délicatesse                                    | 2         | -      |
| • Монстр в Париже (м/ф) / Un monstre à Paris                   | 2         | -      |
| • Моя маленькая принцесса / My Little Princess                 | 2         | -      |

## Список лауреатов и номинантов
• Победители выделены отдельным цветом. 

### Основные категории
| Категории                      | Лауреаты и номинанты | Лауреаты и номинанты                                                                                        | Лауреаты и номинанты                                                                                        |
| ------------------------------ | --- | --- | --- |
| Лучший фильм                   | • Артист (продюсер: Тома Лангманн, режиссёр: Мишель Хазанавичус)                                                                  | • Артист (продюсер: Тома Лангманн, режиссёр: Мишель Хазанавичус)                                            | • Артист (продюсер: Тома Лангманн, режиссёр: Мишель Хазанавичус)                                            |
| Лучший фильм                   | • Управление государством (продюсер: Дени Фрейд, режиссёр: Пьер Шоллер)                                                           | | |
| Лучший фильм                   | • Я объявляю войну (продюсер: Эдуар Вейл, режиссёр: Валери Донзелли)                                                              | | |
| Лучший фильм                   | • Гавр (продюсер: Фабьен Вонье, режиссёр: Аки Каурисмяки)                                                                         | | |
| Лучший фильм                   | • 1+1 (продюсеры: Николя Дюваль-Адассовски, Ян Зеноу, Лорен Зэйтун, режиссёры: Эрик Толедано, Оливье Накаш)                       | | |
| Лучший фильм                   | • Отец (продюсер: Мишель Сейду, режиссёр: Ален Кавалье)                                                                           | | |
| Лучший фильм                   | • Полисс / Polisse (продюсер: Ален Аттал, режиссёр: Майвенн)                                                                      | | |
| Лучший режиссёр                | | • Мишель Хазанавичус за фильм «Артист»                                                                      | • Мишель Хазанавичус за фильм «Артист»                                                                      |
| Лучший режиссёр                | • Ален Кавалье — «Отец» | | |
| Лучший режиссёр                | • Валери Донзелли — «Я объявляю войну»                                                                                            | | |
| Лучший режиссёр                | • Аки Каурисмяки — «Гавр» | | |
| Лучший режиссёр                | • Майвенн — «Полисс» | | |
| Лучший режиссёр                | • Пьер Шоллер (фр.) — «Управление государством»                                                                                   | | |
| Лучший режиссёр                | • Эрик Толедано и Оливье Накаш — «1+1»                                                                                            | | |
| Лучший актёр                   | | • Омар Си — «1+1» (за роль Дрисса)                                                                          | • Омар Си — «1+1» (за роль Дрисса)                                                                          |
| Лучший актёр                   | • Сами Буажила — «Омар меня убить» (за роль Омара Раддада)                                                                        | | |
| Лучший актёр                   | • Франсуа Клюзе — «1+1» (за роль Филиппа)                                                                                         | | |
| Лучший актёр                   | • Жан Дюжарден — «Артист» (за роль Джорджа Валентина)                                                                             | | |
| Лучший актёр                   | • Оливье Гурме — «Управление государством» (за роль Бертрана Сен-Жана)                                                            | | |
| Лучший актёр                   | • Дени Подалидес (фр.) — «Завоевание» (за роль Николя Саркози)                                                                    | | |
| Лучший актёр                   | • Филипп Торретон — «Предполагаемые виновные» (за роль Алена Мареко)                                                              | | |
| Лучшая актриса                 | | • Беренис Бежо — «Артист» (за роль Пеппи Миллер)                                                            | • Беренис Бежо — «Артист» (за роль Пеппи Миллер)                                                            |
| Лучшая актриса                 | • Ариан Аскарид — «Снега Килиманджаро» (фр.) (за роль Мари-Клер)                                                                  | | |
| Лучшая актриса                 | • Лейла Бехти — «Источник» (за роль Лейлы)                                                                                        | | |
| Лучшая актриса                 | • Валери Донзелли — «Я объявляю войну» (за роль Джульетты)                                                                        | | |
| Лучшая актриса                 | • Марина Фоис — «Полисс» (за роль Ирис)                                                                                           | | |
| Лучшая актриса                 | • Мари Жиллен — «Все наши желания» (фр.) (за роль Клер Конти)                                                                     | | |
| Лучшая актриса                 | • Карин Виар — «Полисс» (за роль Надин)                                                                                           | | |
| Лучший актёр второго плана     | | • Мишель Блан — «Управление государством» (за роль Жиля)                                                    | • Мишель Блан — «Управление государством» (за роль Жиля)                                                    |
| Лучший актёр второго плана     | • Николя Дювошель — «Полисс» (за роль Матье)                                                                                      | | |
| Лучший актёр второго плана     | • JoeyStarr (фр.) — «Полисс» (за роль Фреда)                                                                                      | | |
| Лучший актёр второго плана     | • Бернар Ле Кок — «Завоевание» (за роль Жака Ширака)                                                                              | | |
| Лучший актёр второго плана     | • Фредерик Пьерро (фр.) — «Полисс» (за роль Балло)                                                                                | | |
| Лучшая актриса второго плана   | [[Файл:\|150px]] | • Кармен Маура — «Женщины с 6-го этажа» (за роль Консепсьон Рамирес)                                        | • Кармен Маура — «Женщины с 6-го этажа» (за роль Консепсьон Рамирес)                                        |
| Лучшая актриса второго плана   | [[Файл:\|150px]] | • Забу Брайтман — «Управление государством» (за роль Полин)                                                 | |
| Лучшая актриса второго плана   | [[Файл:\|150px]] | • Анн Ле Ни (фр.) — «1+1» (за роль Ивонн)                                                                   | |
| Лучшая актриса второго плана   | [[Файл:\|150px]] | • Ноэми Львовски — «Дом терпимости» (за роль Мари-Франс)                                                    | |
| Лучшая актриса второго плана   | [[Файл:\|150px]] | • Кароль Роше (фр.) — «Полисс» (за роль Крис)                                                               | |
| Самый многообещающий актёр     | | • Грегори Гадебуа — «Анжель и Тони»                                                                         | • Грегори Гадебуа — «Анжель и Тони»                                                                         |
| Самый многообещающий актёр     | • Николя Бриде (фр.) — «Будь моим сыном» (фр.)                                                                                    | | |
| Самый многообещающий актёр     | • Гийом Гуи — «Джимми Ривьер» (фр.)                                                                                               | | |
| Самый многообещающий актёр     | • Пьер Нине — «Люблю смотреть на девушек»                                                                                         | | |
| Самый многообещающий актёр     | • Дмитрий Сторож (фр.) — «Неприкасаемые»                                                                                          | | |
| Самая многообещающая актриса   | | • Найдра Айяди (фр.) — «Полисс» (за роль Норы)                                                              | |
| Самая многообещающая актриса   | • Клотильда Эм — «Анжель и Тони» (за роль Анжель)                                                                                 | | |
| Самая многообещающая актриса   | • Адель Энель — «Дом терпимости» (за роль Леа)                                                                                    | | |
| Самая многообещающая актриса   | • Селин Саллетт (фр.) — «Дом терпимости» (за роль Клотильды)                                                                      | | |
| Самая многообещающая актриса   | • Криста Тере — «Детка» (фр.) (за роль Сары Доль)                                                                                 | | |
| Лучший оригинальный сценарий   | | • Пьер Шоллер — «Управление государством»                                                                   | • Пьер Шоллер — «Управление государством»                                                                   |
| Лучший оригинальный сценарий   | • Валери Донзелли и Жереми Элькайм — «Я объявляю войну»                                                                           | | |
| Лучший оригинальный сценарий   | • Мишель Хазанавичус — «Артист»                                                                                                   | | |
| Лучший оригинальный сценарий   | • Майвенн и Эмманюэль Берко — «Полисс»                                                                                            | | |
| Лучший оригинальный сценарий   | • Эрик Толедано и Оливье Накаш — «1+1»                                                                                            | | |
| Лучший адаптированный сценарий | | • Ясмина Реза, Роман Полански — «Резня»                                                                     | |
| Лучший адаптированный сценарий | • Давид Фонкинос — «Нежность» | | |
| Лучший адаптированный сценарий | • Венсан Гаренк (фр.) — «Предполагаемые виновные»                                                                                 | | |
| Лучший адаптированный сценарий | • Оливье Горс, Рошди Зем, Рашид Бушареб, Оливье Лорель — «Омар меня убить»                                                        | | |
| Лучший адаптированный сценарий | • Матьё Кассовиц, Пьер Геллер, Бенуа Жобер — «Порядок и мораль» (фр.)                                                             | | |
| Лучший оригинальный саундтрек  | | • Людовик Бурс за музыку к фильму «Артист»                                                                  | • Людовик Бурс за музыку к фильму «Артист»                                                                  |
| Лучший оригинальный саундтрек  | • Алекс Бопен (фр.) — «Возлюбленные»                                                                                              | | |
| Лучший оригинальный саундтрек  | • Бертран Бонелло — «Дом терпимости»                                                                                              | | |
| Лучший оригинальный саундтрек  | • Матье Шедид (-M-) и Патрис Ренсон — «Монстр в Париже»                                                                           | | |
| Лучший оригинальный саундтрек  | • Филипп Шоллер (фр.) — «Управление государством»                                                                                 | | |
| Лучший монтаж                  | • Лор Гердетт (фр.) и Ян Деде (фр.) — «Полисс»                                                                                    | • Лор Гердетт (фр.) и Ян Деде (фр.) — «Полисс»                                                              | • Лор Гердетт (фр.) и Ян Деде (фр.) — «Полисс»                                                              |
| Лучший монтаж                  | • Анна-Софи Бьон (фр.) и Мишель Хазанавичус — «Артист»                                                                            | | |
| Лучший монтаж                  | • Лоранс Брио (фр.) — «Управление государством»                                                                                   | | |
| Лучший монтаж                  | • Полин Гайар — «Я объявляю войну»                                                                                                | | |
| Лучший монтаж                  | • Дориан Ригаль-Ансу — «1+1» | | |
| Лучшая работа оператора        | | • Гийом Шиффман — «Артист»                                                                                  | • Гийом Шиффман — «Артист»                                                                                  |
| Лучшая работа оператора        | • Пьер Аим (фр.) — «Полисс» | | |
| Лучшая работа оператора        | • Жозе Деэ (фр.) — «Дом терпимости»                                                                                               | | |
| Лучшая работа оператора        | • Жюльен Хирш — «Управление государством»                                                                                         | | |
| Лучшая работа оператора        | • Матьё Вадпье (фр.) — «1+1» | | |
| Лучшие декорации               | • Лоуренс Беннетт (фр.) — «Артист»                                                                                                | • Лоуренс Беннетт (фр.) — «Артист»                                                                          | • Лоуренс Беннетт (фр.) — «Артист»                                                                          |
| Лучшие декорации               | • Ален Гюффруа — «Дом терпимости»                                                                                                 | | |
| Лучшие декорации               | • Пьер-Франсуа Лембош — «Женщины с 6-го этажа»                                                                                    | | |
| Лучшие декорации               | • Жан-Марк Тран Тан Ба — «Управление государством»                                                                                | | |
| Лучшие декорации               | • Ваутер Зон — «Гавр» | | |
| Лучшие костюмы                 | • Анаис Роман — «Дом терпимости»                                                                                                  | • Анаис Роман — «Дом терпимости»                                                                            | • Анаис Роман — «Дом терпимости»                                                                            |
| Лучшие костюмы                 | • Катрин Баба — «Моя маленькая принцесса»                                                                                         | | |
| Лучшие костюмы                 | • Марк Бриджес — «Артист» | | |
| Лучшие костюмы                 | • Кристиан Гаск — «Женщины с 6-го этажа»                                                                                          | | |
| Лучшие костюмы                 | • Виорика Петрович — «Источник»                                                                                                   | | |
| Лучший звук                    | • Оливье Эспель, Жюли Брента, Жан-Пьер Лафорс — «Управление государством»                                                         | • Оливье Эспель, Жюли Брента, Жан-Пьер Лафорс — «Управление государством»                                   | • Оливье Эспель, Жюли Брента, Жан-Пьер Лафорс — «Управление государством»                                   |
| Лучший звук                    | • Паскаль Арман (фр.), Жан Гудье, Жан-Поль Урье (фр.) — «1+1»                                                                     | | |
| Лучший звук                    | • Жан-Пьер Дюре (фр.), Николя Моро, Жан-Пьер Лафорс — «Дом терпимости»                                                            | | |
| Лучший звук                    | • Николя Прово, Рим Деббар-Мунир, Эмманюэль Крозе — «Полисс»                                                                      | | |
| Лучший звук                    | • Андре Риго, Себастьен Савин, Лоран Габьо — «Я объявляю войну»                                                                   | | |
| Лучший дебютный фильм          | • Перелётные свиньи / Le Cochon de Gaza (реж. Сильвен Эстибаль, продюсер: Франк Шоро)                                             | • Перелётные свиньи / Le Cochon de Gaza (реж. Сильвен Эстибаль, продюсер: Франк Шоро)                       | • Перелётные свиньи / Le Cochon de Gaza (реж. Сильвен Эстибаль, продюсер: Франк Шоро)                       |
| Лучший дебютный фильм          | • 17 девушек / 17 filles (режиссёры: Дельфин Кулен, Мюриэль Кулен, продюсер: Дени Фрейд)                                          | | |
| Лучший дебютный фильм          | • Анжель и Тони / Angèle et Tony (режиссёр: Аликс Делапорт, продюсер: Хелен Касес)                                                | | |
| Лучший дебютный фильм          | • Нежность / La Délicatesse (режиссёры: Давид Фонкинос, Стефан Фонкинос, продюсеры: Ксавье Риго, Марк-Антуан Робер)               | | |
| Лучший дебютный фильм          | • Моя маленькая принцесса / My Little Princess (режиссёр: Ева Ионеско, продюсер: Франсуа Маркиз)                                  | | |
| Лучший анимационный фильм      | • Кот раввина / Le Chat du rabbin (режиссёры: Жоанн Сфар (фр.) и Антуан Делево, продюсер: Антуан Делево)                          | • Кот раввина / Le Chat du rabbin (режиссёры: Жоанн Сфар (фр.) и Антуан Делево, продюсер: Антуан Делево)    | • Кот раввина / Le Chat du rabbin (режиссёры: Жоанн Сфар (фр.) и Антуан Делево, продюсер: Антуан Делево)    |
| Лучший анимационный фильм      | • Le cirque (режиссёр: Николас Бролт, продюсер: Pascal Le Nôtre)                                                                  | | |
| Лучший анимационный фильм      | • La queue de la souris (режиссёр: Бенджамин Реннер, продюсер: Анник Тененж)                                                      | | |
| Лучший анимационный фильм      | • Картина / Le Tableau (режиссёр: Жан-Франсуа Лагиони, продюсеры: Армель Глореннек и Эрик Жако)                                   | | |
| Лучший анимационный фильм      | • Монстр в Париже / Un monstre à Paris (режиссёр: Бибо Бержерон (фр.), продюсер: Люк Бессон)                                      | | |
| Лучший документальный фильм    | • Все в Ларзаке / Tous au Larzac (реж. Кристиан Руо, продюсеры: Сандрин Брауэр, Мари Масмонтейл, Дэни Каро)                       | • Все в Ларзаке / Tous au Larzac (реж. Кристиан Руо, продюсеры: Сандрин Брауэр, Мари Масмонтейл, Дэни Каро) | • Все в Ларзаке / Tous au Larzac (реж. Кристиан Руо, продюсеры: Сандрин Брауэр, Мари Масмонтейл, Дэни Каро) |
| Лучший документальный фильм    | • / Le bal des menteurs (режиссёр и продюсер: Даниель Леконт (фр.))                                                               | | |
| Лучший документальный фильм    | • / Crazy Horse (режиссёр: Фредерик Вайсман, продюсер: Пьер Оливье Барде)                                                         | | |
| Лучший документальный фильм    | • / Ici on noie les Algériens (режиссёр: Ясмина Ади, продюсер: Бланш Гишу)                                                        | | |
| Лучший документальный фильм    | • Мишель Петруччани / Michel Petrucciani (режиссёр: Майкл Рэдфорд, продюсер: Серж Лалу)                                           | | |
| Лучший короткометражный фильм  | • Настройщик / L'Accordeur (реж. Оливье Трейнье, продюсеры: Тибо Гаст, Матиас Вебер)                                              | • Настройщик / L'Accordeur (реж. Оливье Трейнье, продюсеры: Тибо Гаст, Матиас Вебер)                        | • Настройщик / L'Accordeur (реж. Оливье Трейнье, продюсеры: Тибо Гаст, Матиас Вебер)                        |
| Лучший короткометражный фильм  | • / La France qui se lève tôt (режиссёр: Hugo Chesnard, продюсеры: Пьер-Франсуа Берне, Pauline Seigland)                          | | |
| Лучший короткометражный фильм  | • Я могла быть путаной / J'aurais pu être une pute (режиссёр: Байа Касми, продюсер: Antoine Gandaubert)                           | | |
| Лучший короткометражный фильм  | • Я могла бы быть твоей бабушкой / Je pourrais être votre grand-mère (режиссёр и продюсер: Бернар Танги, продюсер: Бенуа Бланшар) | | |
| Лучший короткометражный фильм  | • Мир без женщин / Un monde sans femmes (режиссёр и продюсер: Гийом Брак, продюсеры: Майя Хаффер, Николя Нонон)                   | | |
| Лучший иностранный фильм       | • Развод Надера и Симин / جدایی نادر از سیمین (Иран, режиссёр: Асгар Фархади)                                                     | • Развод Надера и Симин / جدایی نادر از سیمین (Иран, режиссёр: Асгар Фархади)                               | • Развод Надера и Симин / جدایی نادر از سیمین (Иран, режиссёр: Асгар Фархади)                               |
| Лучший иностранный фильм       | • Чёрный лебедь / Black Swan (США, режиссёр: Даррен Аронофски)                                                                    | | |
| Лучший иностранный фильм       | • Король говорит! / The King’s Speech (Великобритания, режиссёр: Том Хупер)                                                       | | |
| Лучший иностранный фильм       | • Драйв / Drive (США, режиссёр: Николас Виндинг Рефн)                                                                             | | |
| Лучший иностранный фильм       | • Мальчик с велосипедом / Le gamin au vélo (Бельгия, режиссёры: Жан-Пьер Дарденн и Люк Дарденн)                                   | | |
| Лучший иностранный фильм       | • Пожары / Incendies (Канада, режиссёр: Дени Вильнёв)                                                                             | | |
| Лучший иностранный фильм       | • Меланхолия / Melancholia (Дания, режиссёр: Ларс фон Триер)                                                                      | | |

### Специальная награда
| Почётный «Сезар» |  | • Кейт Уинслет |